# Ester Soré

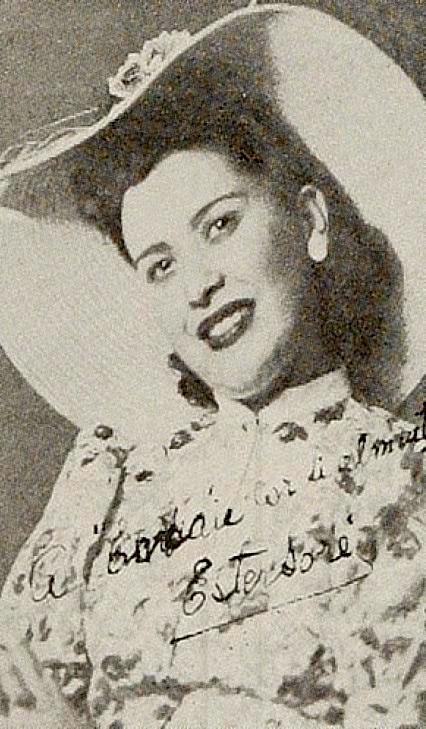
Ester Soré (1941)

Ester Soré (* 27. Mai 1915 in Santiago de Chile; † 6. September 1996 ebenda; eigentlicher Name Marta Yupanqui Donoso) war eine chilenische Sängerin.

## Leben
Die Tochter peruanischer Einwanderer nahm im Alter von vierzehn Jahren Probeaufnahmen für den Rundfunk mit dem Pianisten und Komponisten Donato Román Heitman auf, der ihr den Namen Erster Soré gab. Sie begann eine Laufbahn als Sängerin beim Rundfunk und wurde von der Zeitschrift Ercilla 1938 zur Miss Radio gewählt. Sie trat im selben Jahr mit den Humoristen Pepe Arias und Pepe Iglesias und dem Musiker Rodolfo Biagi bei Radio Belgrano in Buenos Aires auf und wirkte im Folgejahr neben Nicanor Molinare, Romilio Romo und Los Cuatro Huasos in dem chilenischen Film Dos corazones y una tonada von Carlos García Huidobro mit, zu dem Donato Román die Musik komponiert hatte. Im selben Jahr sang sie die Wahlkampfhymne für den Kandidaten der Frente Popular und künftigen chilenischen Präsidenten
Pedro Aguirre Cerda.
Neben Rosita Serrano, Gladys Briones, Margarita Alarcón, Meche Videla und Derlinda Araya wurde Ester Soré eine der bemerkenswertesten Sängerinnen ihrer Zeit in Chile. Ihre erste Platte mit den Liedern Como el agüita fresca und Llanto del cielo erschien 1939 bei RCA Victor. Insgesamt erschienen mehr als fünfhundert solcher 78er Platten, u. a. mit Kompositionen von Nicanor Molinare (Morenito de mi alma) und Donato Román (Chiquilla und La yegüita), Bernardo Lacasia (Nostalgia de amor und Pajarillo, pajarillo), Fernando Lecaros (Lai larai und A motu yanei), Román und García Huidobro (Canción del puerto und Mi corazón amante), Luis Martínez Serrano (Qué bonito es ser soldado),  José Goles (Jugando al patín) und Pablo Garrido (Para qué llorar).
Qué me van a hablar de amores ist das einzige Lied, das Ester Soré selbst schrieb. Im Übrigen komponierten Musiker wie Fernando Morelo, Luis Bahamonde, Luis Aguirre Pinto und Fernando Lecaros für sie, ihre wichtigsten Textdichter waren José Goles und Clara Solovera. Sie trat mit verschiedenen musikalischen Formationen wie Los Yumbelinos (1938), El Dúo Leal Del Campo (1962–1969) Los Baqueanos auf, ein wichtiger Partner war der Gitarrist Humberto Campos.
Daneben wirkte Ester Soré in den 1940er Jahren an zwölf chilenischen Spielfilmen mit. Sie lernte Berühmtheiten wie Tito Schipa, Jorge Negrete, Chela Bon, Juan Arvizu, Libertad Lamarque, José Mojica und Lucho Gatica kennen, trat bei Radio Minería mit den mexikanischen Los Panchos auf und unternahm Konzertreisen durch Argentinien, Uruguay, Paraguay (1951), Peru, Ecuador, Kolumbien
und Venezuela (1954).
1960 wurde sie bei einem Autounfall verletzt, und 1962 erlitt sie eine Gesichtslähmung infolge einer Infektion. Dennoch blieb sie als Sängerin aktiv und trat mit dem Dúo Leal Del Campo auf. 1965 heiratete sie Pedro Leal. Es entstanden bei RCA Victor und Polydor LPs wie Huasita regalona und Somos de la calle larga. 1974 gründete Ester Soré mit Leal eine Folklore-Akademie. Bis 1977 trat sie mit Leal als Duo auf.